# Hirojuki Sakašita
Hirojuki Sakašita (japonsko 坂下 博之), japonski nogometaš, * 6. maj 1959.
Za japonsko reprezentanco je odigral eno uradno tekmo.